# Кожелинский, Северин

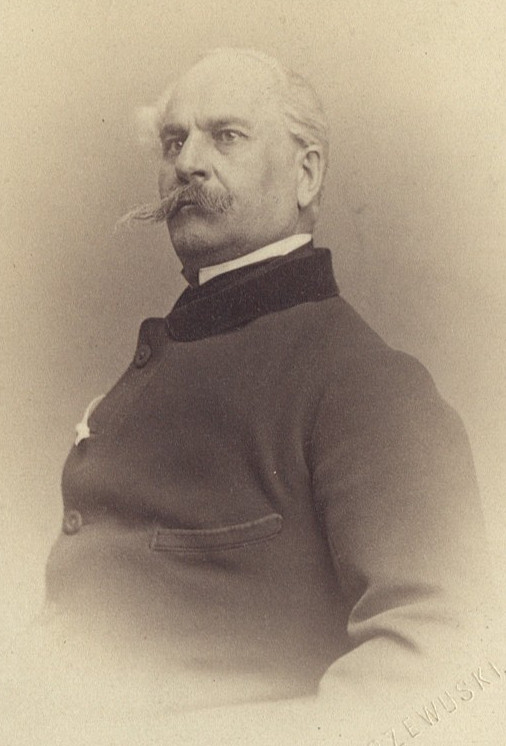
Северин Коржелинский

Северин Коржелинский (пол. Seweryn Korzeliński; 1804/05, с. Бережница (ныне Стрыйская городская община Львовской области Украины) — 1876, там же) — польский писатель.
Принимал участие в войне 1830—1831, затем эмигрировал во Францию, а после переворота 1851 — в Англию, откуда, из-за отсутствия средств к существованию, в качестве рудокопа отправился в Австралию, интересные известия о которой издал под заглавием: «Dziennik podróży do Australii i pobytu tamże od r. 1852 do 1856» (Краков, 1858—1859). Кроме того, Коржелинский опубликовал: «Wyspa Jersey. Podróż do wysp w kanale La Manche» (Краков, 1860).